# إدي بلير
إدي بلير (بالإنجليزية: Eddie Blair)‏ هو لاعب كرة قدم أمريكية أمريكي، ولد في 5 أغسطس 1871 في لاتروب في الولايات المتحدة، وتوفي في 8 مارس 1913 في فيلادلفيا في الولايات المتحدة.